# Annina Butterworth
Annina Butterworth (* 1980 in Winterthur) ist eine Schweizer Schauspielerin.

## Leben
Annina Butterworth ist die Tochter eines Schweizers und einer Engländerin und wuchs in Zürich auf. Sie wurde bis 2004 an der Bayerischen Theaterakademie August Everding und danach bis 2008 an der Filmschauspielschule Berlin ausgebildet. Bereits zu dieser Zeit trat sie im Theater auf und wirkte ab 2008 in Film und Fernsehen mit. So spielte sie 2019 „Maria Troxler“ im Fernsehfilm Aus dem Schatten – Eine Zeit der Hoffnung oder 2021 „Ruth Bollinger“ in der Serie Wilder.

## Filmografie (Auswahl)
- 2010: Alles an mir (Kurzfilm)
- 2012: Drei Stunden
- 2013: Du bist dran
- 2019: Das Tribunal (Doku-Fiction, 4 Folgen)
- 2019: Aus dem Schatten – Eine Zeit der Hoffnung
- 2021: Wilder (Fernsehserie, 6 Folgen)
- 2022: Tatort: Risiken mit Nebenwirkungen
- 2024: Jakobs Ross
- 2025: Maloney (Fernsehserie, Folge Der Lift)